# ダイナミックサンダーV
ダイナミックサンダーV（ダイナミックサンダーブイ）は、2011年にエレコが発売した5号機Aタイプのパチスロ機である。サンダーVシリーズのパチスロ4作目で、前作「サンダーVスペシャル」に続く5号機である。

## 概要
4号機のサンダーVの後継機として登場し、初代の予告音、消灯、フラッシュをできる限り再現している。なお、5号機においてリールのバックライトによる演出は禁止されているため、リール上部のブラインドパネルと呼ばれるパネルで再現している。また新演出として、ステップアップや一発告知のほか、ビッグボーナスが確定する、フリーズ演出(単独当選時のみ)が追加された。

## システム
- 設定は1から6の6段階
- ビッグボーナスは344枚を超える払い出しで終了、レギュラーボーナスは105枚を超える払い出しで終了。
- 同時抽選役は全役に設定されている。特に、「スイカ・スイカ・チェリー」の一枚役はボーナスとの同時当選が確定する。
- サンダーVを代表するリーチ目の総数は3，099個となっている。
- 天井はビッグ後1000ゲーム、レギュラー後800ゲームで次回ボーナスまで続くリプレイタイムが発動する。

## 演出
予告音:レア小役やボーナスの可能性を示唆。対応役はリプレイ以外の全小役およびハズレ。
消灯:リールを停止する毎にリール上部のブラインドパネルが消灯し、第三停止まで続くとチャンス。
フラッシュ:全リール停止後に発生。それぞれに対応役があり、否定するとボーナス濃厚。リプレイ揃いはフラッシュ無しでもボーナス濃厚。発生しただけでボーナス確定となるパターンもある。
- 五月雨(リプレイ対応)
- ナイアガラ(リプレイ対応)
- ローリング(ベル対応)
- 横一直線(チェリー対応)
- Ｗ字(スイカ対応)
- 闇Ｗ字(スイカ対応)
- V字(スイカ対応)
- 落雷スペシャル(スイカ対応)
- ダイナミック落雷スペシャル(？？？)
- その他プレミアフラッシュも存在

ステップアップ:小役入賞やフラッシュ発生した次ゲームに発生する可能性がある。イッカク君チャンスランプが点滅し、ボーナス期待度を示唆。3ステップあり、ステップアップするごとにボーナス期待度が高まる。　
- 青(チャンス)→オレンジ(激アツ)→赤(ボーナス確定)

一発告知:レバーオンでイッカク君チャンスランプが告知音(ピキーンという音)とともにレインボーに輝く。リール右側のボーナス告知ランプが点灯し、成立したボーナスが分かる。
フリーズ演出:単独当選のボーナスの一部で発生。2パターン存在し、ビッグ確定である。
- 落雷フリーズ

　レバー音とともに雷鳴が鳴り響く。数秒フリーズしたあと、リールが始動し一発告知が発生する。
- 静寂フリーズ

　故障と錯覚させる演出で、レバーオン数秒後全体がゆっくりと消灯。警告音のような音が数秒鳴ったあと、リールが始動し、ボーナスを告知する。

## ボーナス
赤7揃い、V揃いのビッグボーナス（1枚がけ純増335枚）と赤7、赤7、BARのレギュラーボーナス（2枚がけ純増104枚）がある。
ビッグ中は技術介入要素があり、予告音のない時に一度だけ変則打ちで14枚役を獲得することによって、獲得枚数を13枚増やすことができるが、これを獲得するには、左リール上段に三連Vの一番下のVをビタ押しする必要がある。また、ビッグ中はチェリーやスイカが成立することがあり、予告音が発生した場合は目押しが必要となる。
レギュラー中はCTであり、左リールを最初に押せば、必ず15枚の払い出しを受けることができるが、変則打ちをすると、取りこぼす可能性がある。

## その他
一発告知が発生する前に有効ライン上にBARを揃えるか、特定の演出を発生させると初代サンダーVのBGMに変化する。前作サンダーVスペシャルのようにボーナスを揃えて長押しをしても初代には変化しない。